# Rosenlilja
Rosenlilja (Lilium cernuum) är en art i familjen liljeväxter. Den förekommer från östra Sibirien till Korea. Arten odlas som trädgårdsväxt i Sverige.
Rosenlilja är en flerårig ört med lök och blir 30–120 cm hög. Löken är avlång till äggrund, 2,5–4 cm i diameter, lökfjällen är vita, lansettlika till äggrunda. Stjälken är slät. Bladen sitter strödda, de är skaftlösa, smal linjära, 4–18 cm långa och 1–5 mm breda. Bladkanten är något inrullad och har papiller. Blommorna sitter ensamma eller upp till 8 i en klase, de är nickande och doftande. Hyllebladen är starkt tillbakarullade, blekt purpur, rosenlila eller klart violetta, med djupt purpur prickar mot basen, 35–45 långa och 8–10 mm breda. Nektarierna är papillösa. Ståndarknapparna är mörkt purpur och har brunrött pollen. Frukten är en kapsel som blir 12–20 mm lång och 10–15 mm i diameter. Ljusgroende. Arten blommar i juli.

## Sorter
'Album' (var. candidum?) - har vita blommor som har inslag av grönt och rosa.

## Synonymer
- Lilium cernuum var. atropurpureum Nakai
- Lilium cernuum var. candidum Nakai
- Lilium changbaishanicum J.J. Chien, nom. inval.
- Lilium graminifolium H.Lév. & Vaniot
- Lilium palibinianum Y.Yabe